# Synagoga v Libáni
Bývalá synagoga stojí v jižní části města Libáň v okrese Jičín jako čp. 174, dnes slouží jako kostel.

## Historie a popis
Synagoga byla přestavěna z malé budovy pekárny v 80. letech 19. století ve spojovací ulici mezi Jiráskovou a Emlerovou jihovýchodně od náměstí Svobody. Nahradila starší modlitebnu, která bývala v domě čp. 7. Bohoslužby zde probíhaly asi jen do 20. let 20. století.
Od roku 1934 je využívána Církví československou husitskou. která ji v roce 1949 přestavěla tak, že východní stěna byla prohloubena o malé kněžiště a v západní stěně byl proražen nový vchod namísto původního jižního. Nad štítem ve vstupní stěně byla také vystavěna věž s kalichem a křížem a v části chodby vznikla přepažením chodby kancelář. Během druhé světové války byla budova opuštěna, měla vytlučená okna a údajně v ní byl sklad dřeva.